# Interstate 275 (Florida)

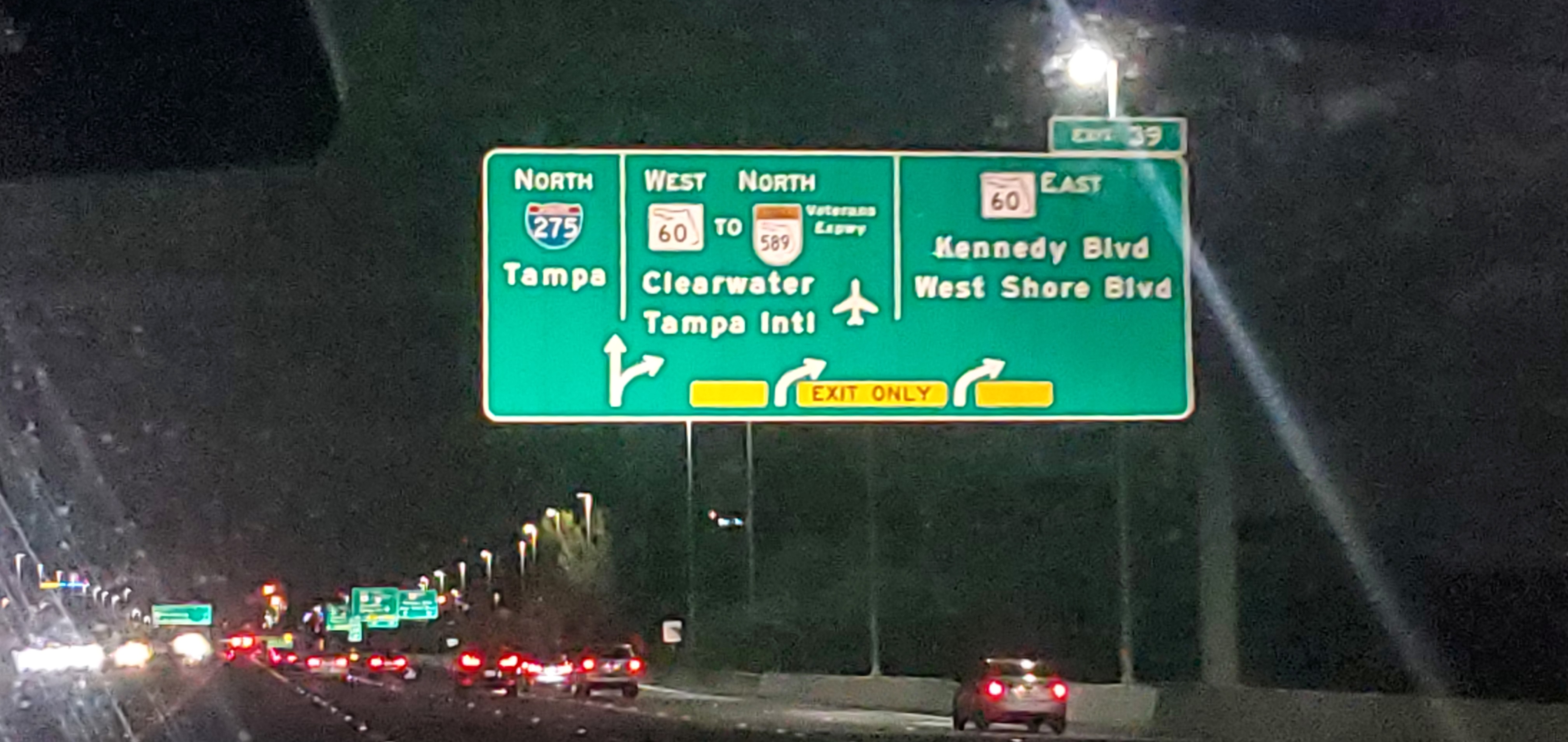
I-275 nähert sich der Ausfahrt 39

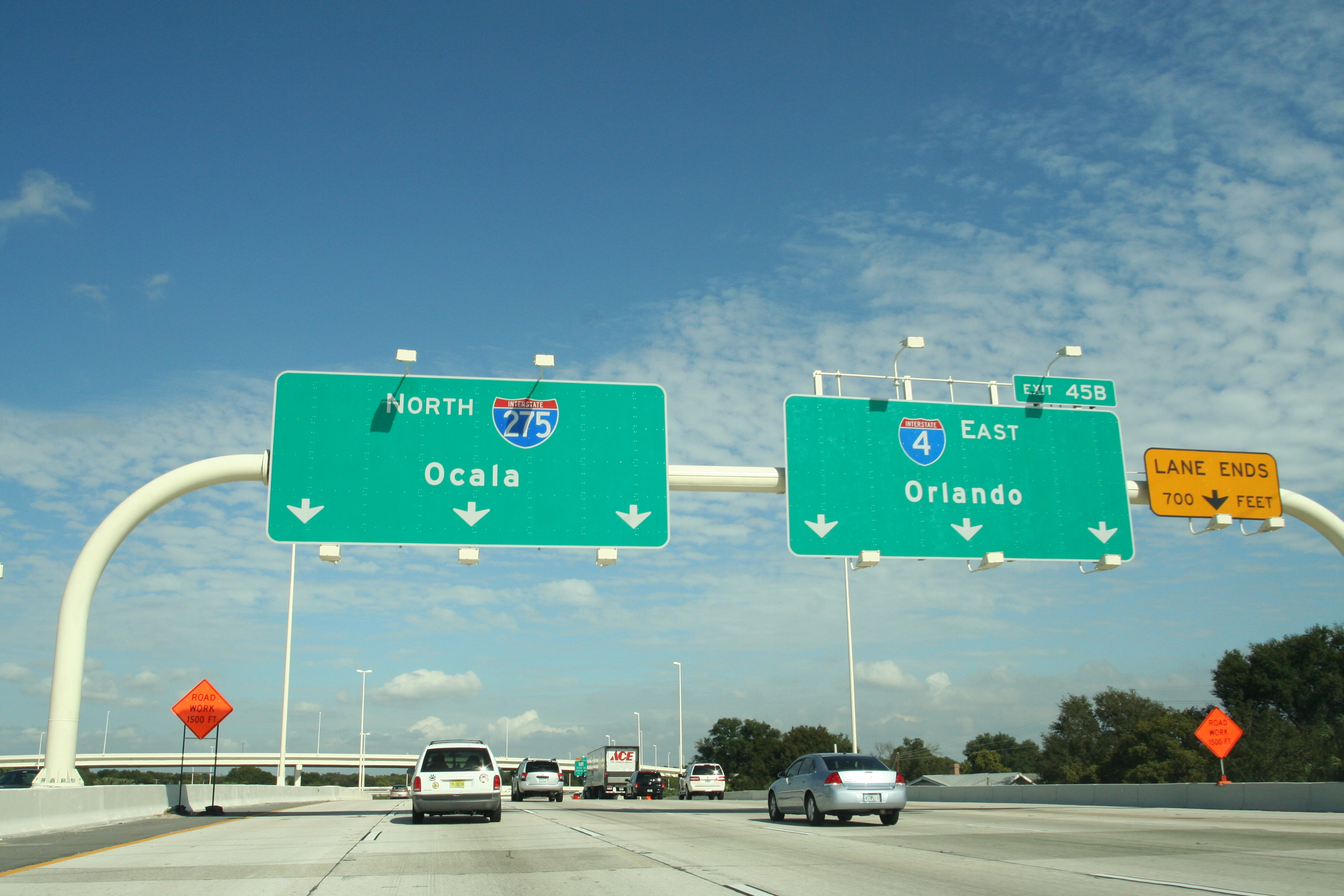
I-275

Die Interstate 275 (Abkürzung I-275) ist ein Interstate Highway in der Metropolregion von Tampa, Florida. Auf einer Strecke von 97,681 km verbindet sie damit den Interstate 75 bei Palmetto im Süden und Wesley Chapel im Norden. Die Interstate 275 verläuft zum Teil als Howard Frankland Bridge (von Saint Petersburg nach Tampa Fahrtrichtung Osten) und als Sunshine Skyway Bridge (von Terra Ceia nach Saint Petersburg Fahrtrichtung Norden)

## Wichtige Zubringer (von Süden nach Norden)
Interstate 75, bei Palmetto
- U.S. Highway 41, bei Rubonia (Florida)
- U.S. Highway 19, bei Bradenton
- Interstate 175, bei Saint Petersburg
- Interstate 375, bei Saint Petersburg
- U.S. Highway 19 Alternate / Florida State Road 595, bei Saint Petersburg
- U.S. Highway 92, bei Tampa
- Interstate 4, bei Tampa
- U.S. Highway 92, bei Tampa
- Interstate 75, bei Wesley Chapel